# Apocalisse di Sedrach
L'Apocalisse di Sadrach è un apocrifo dell'Antico Testamento scritto nel III-IV secolo d.C. in greco, riferito a Sedrach (Anania in ebraico, vissuto nel VI secolo a.C.). Di origine cristiana, forse è un rimaneggiamento di un precedente testo giudaico (II secolo d.C.?) con sostituzione di Gesù all'angelo Michele. Appartiene al genere apocalittico.
Narra il viaggio in paradiso di Sedrach e il suo dialogo con Dio, che gli dice di permettere il male nel mondo per amore della libertà dell'uomo